# Тролли. Мировой тур
Тролли. Мировой тур (англ. Trolls World Tour) — мультфильм, созданный студией DreamWorks Animation, и вышедший в прокат в 2020 году под руководством Universal Pictures, Paramount Pictures. Является продолжением мультфильма «Тролли» 2016 года. Из-за пандемии коронавируса в большинстве стран мультфильм был выпущен исключительно в виде онлайн-проката на различных платформах.

## Сюжет
Техно-тролли собираются на грандиозную дискотеку на Техно-Рифе, возглавляемую их королём, Троллексом. Заметив вдалеке приближающийся к рифу подозрительный силуэт, он останавливает музыку и выходит навстречу объекту, который оказывается транспортом. Из него выходит королева рок-троллей Барб и требует передать ей Техно-струну. Получив от Троллекса отказ, она высмеивает техно-музыку и отдаёт своим рокерам приказ атаковать Техно-Риф, в результате чего DJ-ская будка Троллекса оказывается уничтожена. Тот в попытках минимизировать ущерб соглашается добровольно отдать струну.
В Поп-Сити день начинается с утреннего попурри поп-троллей. Присоединяясь к попурри, Цветан решает вывести свои отношения с Розочкой на новый уровень, считая, что ему просто нужно набраться смелости. Позже Розочка и её друзья становятся свидетелями рождения Брюлика, сына Алмаза, который оказывается хип-хоп-троллем. После попурри Цветан пытается рассказать Розочке о своих чувствах, но впадает в ступор.
Внезапно на Здоровяка нападает летучая мышь. Цветан успокаивает её и замечает доставленное ею послание. В нём Барб созывает всех троллей на Мировой Тур и требует доставить ей струны. Встревоженный Розовый Король, запаниковав, рассказывает, что существуют и другие тролли, кроме них, и их самих называют поп-троллями. Вначале была тишина, пока один тролль не издал звук, который привлёк всеобщее внимание и положил начало любви троллей к музыке. Позже они нашли шесть струн, по одной для каждого типа музыки: Техно, Фанк, Классика, Кантри, Хард-рок и Поп. Со временем из-за музыки вспыхнули разногласия и старейшины решили, что будет лучше, если каждый возьмёт свою струну и изолирует свой народ от остальных племён.
Король желает спрятать Поп-струну, а Розочка хочет встретиться с Барб, считая, что та желает объединить разрозненные племена троллей. Из-за этого она ссорится с отцом и ночью, отправив через летучую мышь ответное послание Барб, улетает на воздушном шаре Шейле, тайно забрав с собой Поп-струну. Заставший её Цветан отправляется с ней. В это же время Купер, узнав о других племенах, задаётся вопросами о собственной непохожести на поп-троллей и отправляется на поиски своих собратьев, племени фанк-троллей.
На следующее утро Барб дополняет гриф своей гитары с Рок-струной, присоединяя Техно-струну и преобразуя её энергию в Рок. Повторяя план своему отцу, Трэшу, она объясняет, что их Мировой Тур заключается в том, чтобы силой взять все струны и, сыграв с их помощью Аккорд Всевластия, сделать Рок господствующем стилем музыки.
Уже в полёте Розочка и Цветан обнаруживают, что на воздушном шаре оказался и Здоровяк, так как сахарная вата на борту Шейлы привлекла его ручную гусеницу, Мистера Динклза. Пока Розочка объясняет ему, что они хотят помочь Барб объединить троллей, команда прибывает в руины Симфониграда, обители классик-троллей. Единственная оставшаяся жительница, Флейта, рассказывает, что Барб напала на город, отобрав Классик-струну у лидера классик-троллей, Тролльцарта и захватив всех жителей в плен. Здоровяк паникует, но Розочка успокаивает его и даёт ему клятву на мизинцах, что убережёт его и остановит Барб во что бы то ни стало. Клятва оказывается настолько мощной, что от неё раздаётся ударная волна и уносит Шейлу далеко в небо.
Тем временем летучая мышь Дебби возвращается к Барб. Та, шокированная внешним видом своего питомца и предложением дружбы в послании от Розочки, вербует охотников за головами: джазового тролля Чеза, реггетон-группу под предводительством Тресильо, банду K-Pop и йодлеров. За голову Розочки обещана награда в виде свободных от влияния рока территорий.
Розочка и её друзья прибывают в Кантри-таун и застают местных жителей за участием в крайне печальном музыкальном номере. Розочка, подумав, что кантри-тролли не знают, что музыка должна приносить счастье, жаждет подбодрить их и не без помощи Цветана и Здоровяка выступает с попурри, включающее в себя по мнению Розочки "самые важные песни в истории поп-музыки". Однако публика не остаётся в восторге и местный лидер, Дельта, арестовывает троицу за "преступления против музыки". К ним на помощь приходит кантри-тролль по имени Эники. Он вызволяет друзей из тюрьмы, но Дельта и её свита застают побег и начинается погоня, в ходе которой беглецы отрываются от преследователей, упав в реку в каньоне. После выхода на сушу Цветан спрашивает, почему их новый друг помог. Эники отвечает, что считает неправильным судить о троллях по их музыкальным вкусам, и строит лодку, чтобы команда быстрее добралась до фанк-троллей.
Во время плавания на друзей нападает один из охотников за головами, Чез. С помощью джаза он гипнотизирует поп-троллей и связывает их. Эники не поддаётся гипнозу благодаря мармеладным конфетам в ушах и сбивает Чеза в реку. Здоровяк начинает сомневаться, что Розочка может обеспечить их безопасность, и, посчитав её клятву на мизинце нарушенной, уплывает на Мистере Динклзе обратно в Поп-сити. Тем временем Купер заблуждается в пустыне, расстроившись, что не сумел найти своих, но его внезапно захватывает и уносит в неизвестном направлении странная сила.
В плавании Эники даёт Цветану совет, чтобы тому было легче поделиться с Розочкой своими чувствами. Внезапно троицу захватывает к себе на борт гигантский неопознанный летающий объект, на борту которого оказывается Фанк-Сити. Команду встречают правители фанк-троллей: король Квинси, королева Гармония и принц Ди. Розочка принимает его за Купера, но тут появляется настоящий Купер и рассказывает друзьям, что это его семья, с которой того разлучили до рождения: Ди - его брат-близнец, а Квинси и Гармония - их родители. Розочка просит Квинси и Гармонию помочь ей остановить Барб и по-настоящему сплотить троллей, но те отказываются, опасаясь повторения истории. Розочке и друзьям открывается страшная истина - оказывается, именно поп-тролли стали виновниками раскола между племенами троллей, когда забрали все шесть струн себе, желая играть лишь ремиксы своей музыки. Огромными усилиями остальные пять племён вернули себе струны, но нанесённый ущерб не даёт о себе забыть. Квинси и Гармония объясняют Розочке, что все они разные, как и их струны. И отрицание этих различий означало бы отрицание их природы. Внезапно срабатывает сигнализация и фанк-тролли готовятся к бою с прибывшей армией Барб. Купер спасает друзей, отправив их за пределы корабля чёрных ходом. В процессе спасения Эники случайно отделяется от Розочки и Цветана.
Розочка жаждет вернуться в Фанк-Сити, чтобы помочь в битве "как хорошая королева", но Цветан отговаривает её, объясняя, что хорошая королева должна уметь слушать, а та не слушала ни его, ни отца, ни Здоровяка, ни Квинси. По приземлении Цветан уходит, на прощание признавшись Розочке в том, что она для него самый важный человек. Позже Цветана ловит в плен банда K-Pop, но вмешивается реггетон-группа и начинается танцевальная битва, в конце которой конкуренты проникаются уважением друг к другу и решают разделить Цветана как общую заслугу. Тот же пытается вразумить охотников за головами, объяснив, что у каждой музыки есть право на жизнь. Те соглашаются и выслушивают его предложение.
Розочку тем временем находит Эники. Она раскаивается перед ним в своих поступках, глядя на Поп-струну. Эники просит Розочку спрятать струну и уйти как можно дальше отсюда, но странное поведение его задней части тела вводит её в ступор. Вскоре эта часть выпрыгивает и оказывается отдельным троллем по имени Бэники. Розочка понимает, что Эники и Бэники - йодлеры, последняя шайка охотников за головами, притворявшаяся кантри-троллем, чтобы сблизиться с ней. Бэники сразу же пытается отобрать Поп-струну, а Эники, чувствуя вину за свой обман, пытается помочь Розочке. Но тут её хватает свита Барб и Бэники, выхватив струну, передаёт её королеве рока. Розочка пытается вырваться из плена, но Барб критикует её дерзость, вдобавок рассказывая, что уже прошлась войной по Поп-Сити.
Здоровяк прибывает в город и находит уцелевших поп-троллей. Они маскируются и пытаются тихо пробраться к Розочке, чтобы спасти её, но тех застаёт свита Барб и, приняв за рок-троллей, отправляет на сцену. Тем временем Барб отмечает, что они с Розочкой чем-то похожи, ведь они обе "королевы, желающие объединить мир", после чего заряжает Поп-струну в свою гитару и собирает полный гриф. Когда она публично собирается взять Аккорд Всевластия и поразить Розочку силой рока, прибывает Цветан, сопровождаемый бандой K-Pop и реггетон-группой на Шейле. Заслоняя собой Розочку, он принимает удар на себя, отчего превращается в рок-зомби. Ощутив силу струн, Барб обращает всех лидеров племён в рок-зомби, после чего берётся и за Розочку. Обратив королеву поп-троллей в рок-зомби, Барб отдаёт ей свою гитару, чтобы та обратила в зомби всех остальных, но Розочка показывает, что не попала под влияние гипноза, так как успела закрыть свои уши мармеладом по примеру Эники, и заявляет, что мир, в котором все одинаково одеваются и слушают одну и ту же музыку, далёк от гармонии, которой Барб так хочет добиться. Эту точку зрения поддерживает и близкий друг Барб, барабанщик Рифф. Розочка разбивает гитару Барб, уничтожая с ней все шесть струн, что возвращает всех рок-зомби в нормальное состояние, но оставляет троллей в мрачной обесцвеченной тишине. Барб обвиняет Розочку и Поп в случившемся, заявив, что история повторилась, но музыки теперь нет ни у кого. Подавленные тролли на мгновение теряют надежду, но Купер, чувствуя собственное сердцебиение, задаёт ритм, который подхватывает Ди, потом Дельта, за ней её кантри-тролли и так, пока не присоединяются все тролли. Гармония утверждает, что Барб не сможет забрать у них музыку. Куинси заявляет, что всё началось со струн, но музыка живёт и внутри самих троллей. Розочка, осознав важность различий, запевает песню. Вскоре к ней присоединяется Цветан и они первыми восстанавливают свои цвета. Остальные племена троллей присоединяются один за другим; каждый медленно перекрашивается, пока Барб не остаётся последним серым троллем. Ближе к концу песни и она всё-таки присоединяется и возвращает себе цвета.
Песня заканчивается тем, что все лидеры стоят бок о бок и объединяют Королевство Троллей. Розочка предлагает Барб дружбу и та радостно соглашается. Цветан, гордый Розочкой, признаётся ей в своих чувствах, на что она отвечает взаимностью.
Вернувшись в Поп-Сити, Розочка вместе с Цветаном рассказывает новую версию истории троллей о том, как их предки были неправы по отношению к другим племенам. В городе начинается праздник в честь объединения троллей.
В заключительной сцене в середине титров появляются король Хрящ-Младший и Тихоня, пропустившие вечеринку троллей.

## Роли озвучивали

### Основные
- Анна Кендрик — Розочка
- Джастин Тимберлейк — Цветан
- Рейчел Блум — Рокс
- Джеймс Корден — Здоровяк
- Рон Фанчес — Купер
- Келли Кларксон — Дельта
- Anderson .Paak — Принц Ди
- Sam Rockwell — Эники
- Джордж Клинтон — Король Куинси
- Мэри Джей Блайдж — Королева Гармония
- Кенан Томпсон — Брюлик
- Kunal Nayyar — Алмаз
- Icona Pop — Сатинка и Синелька
- J Balvin — Триоль (Трэйси)
- Flula Borg — Бэники
- Ester Dean — Ходулька
- Jamie Dornan — Джаз
- Gustavo Dudamel — Тролльцарт
- Ozzy Osbourne — King Thrash
- Anthony Ramos — Тиролекс
- Karan Soni — Риф
- Charlyne Yi — Pennywhistle
- Red Velvet — Группа K-Pop
  - Вэнди — Вани, синий член банды.
  - Айрин — Бэби-Бан, розовый член банды.
  - Сыльги — Гомдори, жёлтый член банды.
  - Джой — Ари, зелёный член банды.
  - Йери — Ким-Петит, пурпурный член банды.
- Zooey Deschanel — Тихоня
- Christopher Mintz-Plasse — Хрящ
- Kevin Michael Richardson — Mr. Dinkles
- Walt Dohrn — Облачко, Death Metal Mr. Dinkles, Fuzzbert, Розовый король (отец Розочки), Кроха

### Дополнительные голоса
- Walt Dohrn — Announcer, Country Music Baby, Country Music Farmer
- David P. Smith — Country Music Rooster, Desert Sun, Eighth Goats, Lucky Bug, Scrapbook Troll
- Kevin Michael Richardson — Бог Mr. Dinkles, рычащий Пит, Sid Fret
- Da'Vine Joy Randolph — Блисс Марина, Шейла Б каменный шар с цветочным лицом
- Justin McElroy — Best Drop Button, Tumbleweed, Skyscraper Troll
- Travis McElroy — Country Music Tear, Skyscraper Troll
- Griffin McElroy — Rocker Tear, Skyscraper Troll
- Betsy Sodaro — Clampers Buttonwillow
- Marcella Lentz-Pope — Кэрол
- Berenice Amador — Маримба
- Jamila Hache — Тамбора

## Кассовые сборы
В США фильм заработал около 60 000 долларов в первые выходные проката в 25 кинотеатрах (ограничение количества кинотеатров было вызвано распространением коронавируса COVID-19). После первой недели выхода в цифровой прокат компания FandangoNow занимающаяся цифровой дистрибуцией, сообщила, что фильм установил рекорд для большинства потоков в выходные дни, среди ее контента. Фильм также занял первое место для каналов Amazon Prime, Comcast, Apple TV, Vudu, YouTube и DirecTV Now, согласно данным компании Universal, его купили в 10 раз больше, чем шедший перед ним в цифровом прокате фильм «Мир юрского периода: Падшее Королевство».
Фильм заработал, по крайней мере, около 40 миллионов долларов за первые выходные. Издание Deadline Hollywood подсчитало, что из-за приблизительной стоимости производства фильма в 90 миллионов долларов плюс еще 30 миллионов долларов, потраченных на маркетинг, фильм может стать безубыточным, если его просмотр купят 9-12 млн потенциальных зрителей.